# Max Zirngast
Max Zirngast (geboren am 12. Jänner 1989 in Leibnitz) ist ein österreichischer Journalist und Autor. Er befand sich vom 11. September bis zum 24. Dezember 2018 in der Türkei in Haft. Er wurde genau ein Jahr nach seiner Inhaftierung wegen Verdacht auf Mitgliedschaft in der TKP/K (Türkiye Komünist Partisi/K; Kommunistische Partei der Türkei/Funke) am 11. September 2019 in der Türkei freigesprochen. Seit der Gemeinderatswahl im Jahr 2021 ist Zirngast Gemeinderat der KPÖ. Als freigesprochener Kommunalpolitiker wollte er 2023 für kurze Zeit in die Türkei einreisen. Diese wurde Zirngast jedoch verwehrt und er wurde umgehend wieder abgeschoben.

## Leben und Werk
Zirngast studierte Politikwissenschaft und Philosophie an der Universität Wien. Ab 2015 lebte, studierte und arbeitete er in der türkischen Hauptstadt Ankara. Er schreibt für linke Publikationen und Websites wie die Tageszeitung junge Welt, für re:volt und Jacobin über die Entwicklungen in der Türkei, setzte sich als Aktivist für kurdische Gruppierungen ein und studierte an der Technischen Universität des Nahen Ostens in Ankara Politikwissenschaft. Er setzt sich kritisch mit der Regierung von Recep Tayyip Erdoğan auseinander und beleuchtet insbesondere deren Kurdenpolitik. Er spricht fließend Türkisch, war politisch aktiv, hielt Vorträge und stand der pro-kurdischen linksgerichteten Partei Halkların Demokratik Partisi (HDP) nahe.
Am 11. September 2018 wurde Zirngast gemeinsam mit zwei türkischen Kollegen in Ankara verhaftet. Der Vorwurf lautet „Nähe zu Terrororganisationen“. Zirngast selbst beschrieb dazu:

„Meine Verhaftung war eine perverse Bestätigung des Autoritarismus, den ich in den vergangenen paar Jahren aufgezeichnet habe und gegen den ich aufgetreten bin. […] Sie nahmen davon Abstand, mich offiziell anzuklagen, stattdessen halten sie mich auf Basis vager Terrorvorwürfe fest.“

In Wien wurde sofort eine Solidaritätsaktion gestartet. Ehemalige Kollegen an der Universität forderten in einem Schreiben die sofortige Freilassung. Eine Solidaritätsaktion wurde auch am Schauspielhaus Hellerau in Dresden durchgeführt. Die österreichische Sektion von Reporter ohne Grenzen, vertreten durch die Präsidentin Rubina Möhring, forderte ebenso seine Freilassung wie Bundeskanzler, Vizekanzler und Außenministerin. Unisono wurden die türkischen Behörden aufgefordert, die Vorwürfe offenzulegen oder Zirngast freizulassen.
In den Medien wurde dieser Fall in Bezug gesetzt zu dem Schicksal von Deniz Yücel und anderen ausländischen Journalisten. Möhring sprach im ORF-Interview davon, dass die Vermutung besteht, die türkische Regierung wolle durch die Verhaftung die österreichische Regierung zu einer Abkehr von ihrem anti-türkischen Kurs bewegen und könnte im Gegenzug den Journalisten freilassen.
Am 24. Dezember 2018 wurde Zirngast gegen Auflagen aus der Untersuchungshaft entlassen, er durfte die Türkei jedoch nicht verlassen. Der Prozess gegen ihn begann am 11. April 2019, wurde aber am ersten Prozesstag auf den 11. September 2019 vertagt. Nachdem die Staatsanwaltschaft dies beantragt hatte, sprach das Gericht in Ankara ihn und drei weitere Angeklagte frei, das Ausreiseverbot wurde ebenfalls aufgehoben. Die Hintergründe seiner Freilassung bleiben ebenso im Dunkeln, wie die Umstände seiner Verhaftung. Nach seiner Freilassung hat Zirngast die Türkei verlassen, eine künftige Rückkehr in das Land schließt er nicht aus. Im 2023 wollte er in die Türkei einreisen, doch wurde er umgehend wieder ausgewiesen. Zirngast ging dagegen in Berufung, doch nachdem die türkischen Behörden die Ausweisung als rechtmäßig anerkannten, meinte er im Juni 2025, dass er unter der derzeitigen Regierung wohl nicht in die Türkei einreisen könne.
Bei der Gemeinderatswahl in Graz errang Max Zirngast im September 2021 eines der 15 Mandate für die Kommunistische Partei Österreichs (KPÖ).

## Auszeichnungen
- 2018: Dr. Karl Renner – Solidaritätspreis[21]

## Veröffentlichungen
- Six Takeaways From the Turkish Elections (zusammen mit Güney Işikara und Alp Kayserilioġlu), jacobinmag.com vom 29. Juni 2018, abgerufen am 26. Dezember 2018.
- We will see violence: What Turkey lost in Erdoğan's referendum victory, thisishell.com, Interview mit Max Zirngast vom 22. April 2017, abgerufen am 26. Dezember 2018.
- Güney Işikara, Alp Kayserilioġlu und Max Zirngast, „Die AKP als neuer Prinz: Die Hegemonie des Finanzkapitals und ihre Widersprüche“, in: Ismail Küpeli (Hrsg.), Kampf um Kobanê: Kampf um die Zukunft des Nahen Ostens, Münster: edition assemblage 2015, ISBN 978-3942885898.